# Nomi della Birmania
La Birmania, Paese conosciuto nel mondo con esonimi diversi (in italiano e spagnolo "Birmania", in francese Birmanie, in inglese Burma, in tedesco e russo Birma) ha subìto a partire dalla seconda guerra mondiale più di un cambiamento della propria denominazione ufficiale.
Il nome ufficiale locale (endonimo) a partire dal 1948, anno dell'indipendenza, è sempre stato Myanma; dal 1989 la trascrizione venne convenzionalmente mutata dal regime birmano con l'aggiunta della consonante finale -r, divenendo Myanmar (ဗမာ e မြန်မာ, /ˌmjɑːnˈmɑ/), per permettere alle popolazioni anglofone di pronunciare correttamente il nome con il suono finale -a al posto di -e. Da allora il regime militare birmano iniziò un'intensa propaganda al fine di imporre all'estero il nome ufficiale birmano dello Stato adattato alla fonologia della lingua inglese. Alcune nazioni e organizzazioni internazionali, tra cui ONU, ASEAN, Giappone, Cina e India, hanno adottato il nuovo nome, l'Unione europea usa entrambi i nomi "Myanmar/Burma", mentre la maggior parte dei governi di lingua inglese (Regno Unito, Stati Uniti d'America, Canada e Australia) hanno continuato ad usare la denominazione "Burma".
Dal 2010 il nome ufficiale birmano, in forma estesa, è  Pyidaunzu Thanmăda Myăma Nainngandaw, pronunciato [pjìdà̀uɴzṵ θà̀ɴməda̯ mjəmà nàiɴŋàɴdɔ̀].

## Storia della denominazione ufficiale
La denominazione ufficiale fu cambiata dall'inglese Burma in Burma Myan-Ma già negli anni quaranta, nel corso della seconda guerra mondiale. Successivamente, nel 1948, ottenuta l'indipendenza, lo Stato assunse il nome di "Unione Birmana", in birmano Myanma Naingngandaw.
Tale nome fu mantenuto fino al 1974, anno della svolta socialista nel Paese, quando il governo adottò il nome di "Repubblica Socialista dell'Unione Birmana", in birmano Thamata Soshelit Pyidaungzu Myanma Naingngandaw, che fu mantenuto fino al 1989 quando divenne Pyidaungzu Myanma Naingngandaw.
Infine, nel 2010, il Paese ha cambiato nuovamente la sua denominazione ufficiale, tornando al nome pre-1989 (ma senza l'aggettivo soshelit, "socialista") Thamata Pyidaungzu Myanma Naingngandaw, in italiano "Repubblica dell'Unione Birmana".

## Corrispondenza dei nomi birmani

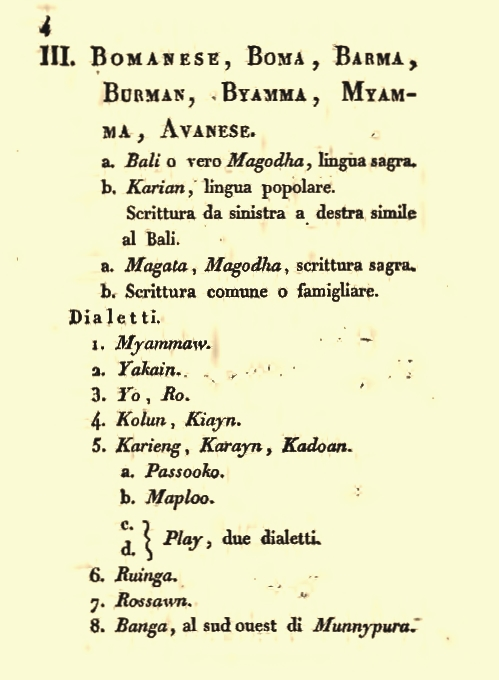
Sinonimi di birmano: Bomanese, Boma, Barma, Burman, Byamma, Myamma.

In birmano, la Birmania è indicata tanto con Myanma (  /mjəmà/) che con Bama (  /bəmà/). Myanma è la versione tipica del registro scritto e letterario, mentre Bama è la forma più diffusa, che rappresenta la versione colloquiale. La lingua birmana come il giavanese e molte altre lingue del Sud-est asiatico presentano diversi livelli di rappresentazione di registro, che fanno sì che esistano vocaboli trascritti in modo anche molto diverso per rendere in contesti diversi lo stesso significato.
Il nome Bama deriverebbe da Brama e quindi da Mrama (pronunciato appunto Myanmâ o Bam-mâ a seconda del contesto) attraverso la contrazione della prima sillaba, la perdita della finale nasale "an" (/-àɴ/), ridotta alla non-nasale "a" (/-à/) e la perdita della semivocale "y" (/-j-/) con la successiva trasformazione della pronuncia della "m" in "b". 
Il cambiamento del suono da "m" a "b" è frequente in birmano e occorre in molti altri vocaboli.
Bama è una successiva trasformazione della forma equivalente Myanma.
Entrambe le forme vantano un uso secolare. Il re Mindon Min a metà del XIX secolo fu il primo a riferire a sé stesso come il re del popolo del Myanma, in uno sforzo di dare un risvolto etnico al suo dominio in un periodo in cui la sua sovranità era limitata alla valle dell'Irrawaddy e al gruppo etnico birmano.
L'etimologia di Mranma rimane non del tutto chiara. I birmani che arrivarono nella valle dell'Irrawaddy nel IX secolo, fondando il regno Pagan nell'849, usavano riferirsi al loro popolo con l'etnonimico Mranma. I primi scritti rinvenuti contenenti il termine in lingua Mon furono delle iscrizioni risalenti al 1102, in cui si trova la parola Mirma. La stessa parola in birmano si trova per la prima volta in documenti del 1190, in cui la stessa parola è traslitterata Mranma. In epoca contemporanea la parola è pronunciata Mranma, ma nel tempo il suono della "r" scomparve in molti dialetti birmani, facendo posto ad una "y" sorda, così che il nome "Mranma", attualmente è pronunciato Myanma. In cinese il nome apparve per la prima volta nel 1273 scritto come 緬 (pronunciato "Miǎn" in cinese). Il nome attualmente usato in cinese è 緬甸 (pronunciato "Miǎndiàn"). Il vietnamita Miến Điện deriva dallo stesso termine.

## Esonimi

### Paesi anglofoni
In inglese, il nome ufficiale del paese al momento dell'indipendenza era Burma. Con questo nome veniva chiamata l'omonima colonia britannica prima del 1948. Probabilmente derivato dal portoghese Birmânia, fu adottato dagli inglesi nel XVII secolo.
L'utilizzo precoce del termine inglese Burma varia nel tempo:
- Bermah (prime mappe europee, XVII secolo, scritto con una e)
- Birmah (Charles Thomson, mappa del 1827)
- Brahma (Thomas Kitchin, mappa del 1787)
- Burmah (Samuel Dunn, mappa del 1787)
- Burma (Keith Johnson, mappa del 1803)
- Burmah (mappa di William Eugene, 1883)
- Burma (nome stabilmente presente nel lessico inglese, usata come prevalente dal The Times e dalla BBC)[15]

Nel 1989, il regime militare della Birmania istituì una commissione incaricata della revisione dei toponimi della Birmania in lingua inglese. L'obiettivo della commissione era di correggere l'ortografia inglese dei nomi geografici al fine di eliminare quelli più legati al periodo coloniale britannico e adottare un'ortografia più vicina alla pronuncia corrente birmana. Questi cambi di denominazione presero forma nella Adaptation of Expressions Law, emanata il 18 giugno 1989. Per esempio, Rangoon è stato cambiato in Yangon per riflettere il fatto che il suono "r" non fosse più diffuso nel birmano standard, trasformandolo pertanto in una "y" muta.

### Francese
In francese l'uso del termine Birmanie è assolutamente prevalente, sono utilizzati pressoché sempre il patronimico birman mentre l'uso dell'aggettivo myanmarais è praticamente inutilizzato. Oltre ciò l'esonimo francese è raccomandato, per riferirsi alla Birmania, dalla Commission générale de terminologie et de néologie.
Anche le istituzioni francesi seguono la stessa linea, usando esclusivamente il termine Birmanie.

### Italiano
L'esonimo italiano è Birmania, attestato nelle fonti dal XVIII secolo. In seguito alla campagna di propaganda (iniziata a seguito dell'Adaptation of Expressions Law del 1989) intrapresa dalla dittatura militare birmana per tentare d'imporre all'estero una nuova nomenclatura geografica adattata alla pronuncia anglofona, le istituzioni diplomatiche italiane hanno in parte accettato l'uso del termine Myanmar, ma lo utilizzano spesso affiancato all'esonimo italiano nella forma "Birmania/Myanmar" utilizzata anche dall'Unione europea. 
Nel linguaggio giornalistico "Birmania" è ampiamente prevalente, anche in ambito geopolitico. In linea generale, al di là della prevalenza del nome o della sua neutralità politica alcuni accademici italiani, linguisti e geografi, raccomandano l'uso di Birmania in lingua italiana. Secondo Franco Maria Messina «Myanmar è errato e Myanma non è accettato dalla maggior parte della popolazione», per cui «si consiglia vivamente di utilizzare "Birmania" in italiano e Burma in inglese come gli unici termini validi sia culturalmente che storicamente.»
Sandro Toniolo specifica ulteriormente che «se adottiamo il nome Myanmar, per coerenza dovremmo chiamare d'ora in poi la Spagna España, la Germania Deutschland, la Gran Bretagna Great Britain, l'Egitto Misr». La frase "Il Myanmar è uno Stato asiatico confinante con Bharat, Zhong Guo e Prathet T'hai" non è comprensibile per il lettore italiano: secondo Toniolo «in italiano dobbiamo scrivere "La Birmania è uno Stato asiatico confinante con l'India, la Cina e la Thailandia"».
Va comunque sottolineato che, oltre alle fonti istituzionali, ci sono moltissime fonti autorevoli come gli atlanti che, seppur con oltre vent'anni di ritardo, hanno recepito il cambiamento introdotto dal Capo di Stato birmano ed hanno pian piano incominciato ad indicare lo Stato in oggetto attraverso il nome Myanmar. Si vedano, ad esempio: Atlante geografico De Agostini moderno edizione 2012, Atlante Zanichelli edizione 2012, Atlante geopolitico 2012 Treccani, Atlante geografico universale Rusconi edizione 2010 oppure Atlante storico garzantine Garzanti edizione 2011.
Alcuni di questi atlanti tuttavia, così come altre fonti, rendendosi conto dello scarso utilizzo del termine Myanmar hanno deciso di agevolare il lettore utilizzando uno stratagemma, simile a quello utilizzato dall'Unione Europea, in modo che si capisca che con il termine Myanmar ci si riferisce allo Stato comunemente noto come Birmania: queste fonti hanno deciso di indicare lo Stato come "Myanmar (Birmania)".
L'atlante Zanichelli sopracitato, inoltre, introduce un'ulteriore facilitazione andando ad utilizzare questo sistema di disambiguazione anche per le città. Ad esempio, la vecchia capitale dello Stato, nota fino al 2005 come Rangoon ed in seguito come Yangon, viene citata come "Yangon (Rangoon)".

### Spagnolo
In Spagna è considerato prevalente e preferibile l'uso tradizionale del nome Birmania. Questo vale anche nei testi ufficiali in cui, secondo i lessicografi, è raccomandabile menzionare oltre al nome tradizionale, anche la nuova denominazione ufficiale. L'etnonimico in spagnolo è birmano, derivato da Birmania, che corrisponde anche al nome della lingua ufficiale.

### Tedesco
I giornali svizzeri germanofoni e quelli austriaci utilizzano prevalentemente Birma, e anche le agenzie di stampa della Germania sono concordi sull'uso dell'esonimo tedesco. Diversi media tedeschi, come der Spiegel e Frankfurter Allgemeine Zeitung, utilizzano la variante Burma.

## Implicazioni politiche
In diversi Paesi e in differenti ambiti, il nome che il regime dittatoriale di Yangon ha cercato di imporre all'estero, Myanmar, viene considerato una forzatura a sfondo politico. La leader dell'opposizione democratica birmana e Premio Nobel per la pace, Aung San Suu Kyi, ha sempre utilizzato il nome Burma o Birmania e ha recentemente condannato l'uso di Myanmar. Il Senato italiano ha approvato, nel settembre 2007, una mozione sul tema dei "diritti umani in Birmania": nell'intervento in aula l'on. Francesco Martone, senatore di Rifondazione Comunista, ha dichiarato che «i fondi che arrivano alla giunta militare birmana attraverso lo sviluppo del turismo (...) piagato dal lavoro schiavo vengono utilizzati per armi o per costruire una nuova capitale (Naypyidaw, ndr.) lontana dagli sguardi dell'opinione pubblica e nella quale vengono confinati gli amministratori e i funzionari (...) per anestetizzare ogni forma di dissenso» specificando che ci tiene «a dire "Birmania", come tutti coloro che hanno a cuore la democrazia, e non Myanmar, perché quest'ultimo è il nome dato a quel Paese dalla giunta militare»